# Друцький Василь Семенович
Василь Семенович Друцький «Красний» (бл. 1410 — після 1448) — державний і військовий діяч Великого князівства Литовського.

## Життєпис
Походив з князівського роду Друцьких. Син Семена Друцького. Належав до почту великого князя Свидригайла Ольгердовича. 1430 року увійшов до складу великокнязівської ради. 1431 р. призначено вітебським намісником.
Брав активну участь у війні проти Сигізмунда Кейстутовича. Втім у битві під Ошмянами (1432) разом з братом Дмитром потрапив у полон. Остання згадка відноситься до 1448 року.

## Родина
- Іван Красний (бл. 1450 — після 1516), намісник Мінський.